# Kirchbarkau
Kirchbarkau er en by og kommune i det nordlige Tyskland, beliggende i Amt Preetz-Land i den sydvestlige del af Kreis Plön. Kreis Plön ligger i den østlige/centrale del af delstaten Slesvig-Holsten.

## Geografi
Kirchbarkau er beliggende i landskabet Barkauer Land, 17 km syd for Kiel og 10 km vest for Preetz ved Bothkamper See. Bundesstraße 404 fra Kiel mod Bad Segeberg går gennem kommunen.